# اليوم العالمي للدفاع المدني
اليوم العالمي للدفاع المدني، هو يوم عالمي تحتفل الدول الأعضاء في المنظمة الدولية للحماية المدنية بهذا اليوم تقديراً لما تقوم به أجهزة الدفاع المدني من جهود للحفاظ على أمن وسلامة المجتمعات من خطر الكوارث الطبيعية والبشرية والتقليل من الآثار المأساوية الناجمة عنها. يتمّ الاحتفال بهذا اليوم في 1 مارس / آذار من كل عام.

## النشأة
بعد أن أقرت الجمعية العامة في الأمم المتحدة الأول من مارس / آذار يوماً دولياً للاحتفال باليوم العالمي للدفاع المدني؛ تحتفل الدول الأعضاء في المنظمة الدولية للحماية المدنية بهذا اليوم تقديراً لما تقوم به أجهزة الدفاع المدني في هذا العصر من جهود عظيمة ومتواصلة للحفاظ على أمن وسلامة المجتمعات الإنسانية من خطر الكوارث الطبيعية والبشرية والتقليل من الآثار المأساوية التي تنجم عنها، لاسيما مع تعاظم الأخطار والمهددات التي تواجه الإنسان وترافقه في المنزل والطريق والعمل، الأمر الذي استدعى تحرك الأسرة الدولية بما يتناسب والتهديد الذي تشكله هذه الأخطار على سلامة الأرواح والممتلكات ولمواجهة الأضرار الناجمة عن هذه الكوارث في ثلاثة جوانب أساسية هي الوقاية والمواجهة ثم إدارة الوضع إثر وقوع الكارثة لمساعدة ضحاياها والحفاظ على الممتلكات والبيئة.

## الهدف
إن الهدف الرئيس من هذا الاحتفال هو التنويه والإشادة بالدور الكبير الذي تضطلع به أجهزة الدفاع المدني ومنسوبيها، والتأكيد في الوقت ذاته على أن الكوارث والأخطار الطبيعية والبشرية قد أصبحت اليوم مشكلة دولية تتجاوز الحدود السياسية بعد أن أصبح العالم قرية كونية يتأثر بعضه ببعض في ظل ظهور مهددات طبيعية وبشرية جديدة. فأهم أهداف هذا اليوم هو كالتالي:
- التذكير بمدى أهمية موضوع مكافحة الكوارث بكافة أنواعها.
- التذكير بالدور الجوهري الذي تقوم به أجهزة وإدارات الحماية المدنية (الدفاع المدني) في العالم.
- إشعار أجهزة الحماية المدنية بمختلف دول العالم بأهمية الترابط والتكاتف في أدائها برسالتها.
- الاستفادة من أجهزة الإعلام المختلفة لنقل توجيهات وتعليمات  السلامة والحماية لكافة المواطنين.
- تذكير جميع الدول بواجبها نحو المساندة الفعالة لمهام وواجبات المنظمة والتي تتضمن نشر وتشجيع وتنمية وتطوير الحماية المدنية على الصعيد العالمي تجاه المخاطر بشتى أنواعها.
- عقد الندوات والمحاضرات التعريفية بمهام وواجبات الحماية لمدنية (الدفاع المدني).
- توزيع النشرات والملصقات التوعوية على المواطنين والمقيمين بالتنسيق مع المؤسسات والشركات والمدارس والجامعات.

## اعتماد اليوم العالمي
اعتمدت الجمعية العامة التاسعة للمنظمة الدولية للحماية المدنية في 18 كانون الأول / ديسمبر 1990م بمقر المركز الدولي للمؤتمرات بمدينة جنيف، قرار تحديد الأول من شهر آذار / مارس من كل عام للاحتفال باليوم العالمي للحماية المدنية (للدفاع المدني). هذا اليوم يوافق تاريخ الذكرى السنوية لبدء سريان مفعول القانون الأساسي للمنظمة بوصفها منظمة دولية وذلك في الأول من شهر آذار / مارس 1972م .